# Optická koherentní tomografie

Optická koherentní tomografie prstu

Optická koherentní tomografie (OKT) (anglicky: Optical coherence tomography, OCT) je nekontaktní a neinvazivní tomografická zobrazovací a diagnostická metoda, která v extrémně vysoké kvalitě mikrometrového rozlišení zobrazuje snímky nejen biologické tkáně (tenké vrstvy kůže a sliznice, oka a zubu) v jejich transverzálním (příčném) průřezu. Na rozdíl od ostatních optických metod používá OKT infračervené záření, které je schopno pronikat výrazně hlouběji (1–3 mm). Díky využití nízko-koherentního zdroje je možné dosáhnout vyšší rozlišovací schopnosti (na základech nízko-koherentní interferometrie). Na základě sejmutých dat (interferenčního signálu) může počítač rekonstruovat tělesné konstrukce ve dvou nebo třech rozměrech. Vše díky rozptylu infračerveného záření.
Tato metoda je široce využívaná v oftalmologii a má mnoho dalších biologických aplikací. Umožňuje například studie části sítnice a diagnostiku očních onemocnění. Fyzikální princip OCT je analogický s ultrazvukem, s tím rozdílem, že OCT pro snímání biologických tkání nepoužívá akustické vlny, ale záření blízké infračervenému spektru (~ 1 mikron).